# Laboulbenia
Лабульбенія (Laboulbenia) — рід грибів родини Laboulbeniaceae. Назва вперше опублікована 1853 року.
Ектопаразит, що паразитує на членистоногих: жуках та мухах, а також декількох павукоподібних (кліщах) та багатоніжках. Вони завдають невеликої шкоди їх хазяїну. Рід містить близько 600 видів.

## Цікаві факти
Вид Laboulbenia quarantenae, знайдений під час пандемії коронавірусу було названо в честь карантину.

## Галерея

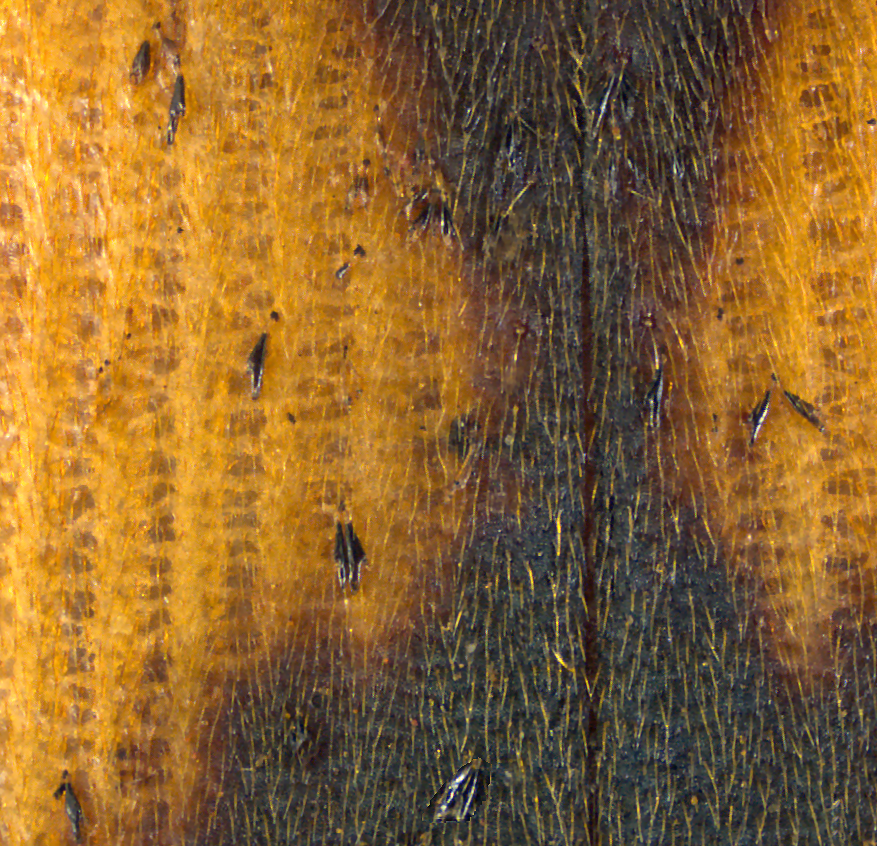
Styphlomerus equestris з грибом роду Laboulbenia